# Landgoederenzone Rijswijk

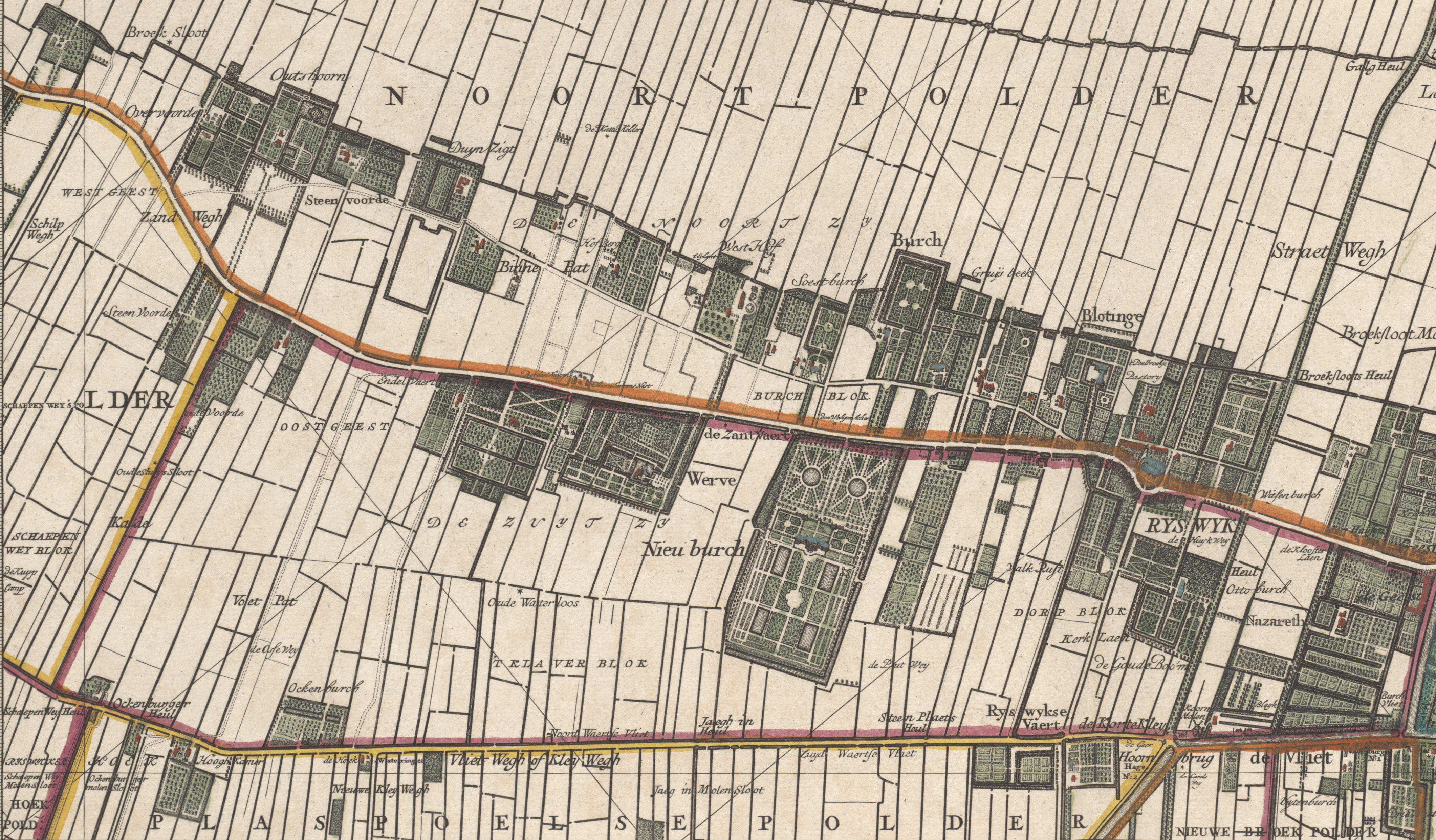
Landgoederenzone Rijswijk in 1712

De landgoederenzone Rijswijk is een gebied van 250 ha gelegen op en rond de oude strandwal van de Van Vredenburchweg in de Nederlandse plaats Rijswijk (Zuid-Holland). Het is onderdeel van een reeks landgoederenzones langs de kust die onderling verbonden zijn. Het bevat zeven landgoederen die de landgoederenzone een cultuurhistorische waarde geven.
De VoordesIn het westen van het gebied liggen de Voordes, dat uit drie landgoederen bestaat, Overvoorde, Steenvoorde en De Voorde.
Te WerveTen oosten van De Voordes ligt het landgoed Te Werve dat oorspronkelijk een omgracht verdedigbaar kasteel was.
Den BurghDen Burgh ligt ten noorden van de Vredenburchweg en is van oorsprong een mottekasteel en dateert uit 1300.
Ter Nieuwburg/Rijswijkse BosTen zuiden van de Vredenburchweg was het uit 1600 daterende Huis Nieuwburg gevestigd.
WelgelegenWelgelegen ligt in het oostelijke gedeelte van het gebied. Het is ontstaan als boerderij. Later is het terrein van het gesloopte kasteel Te Blotinghe hieraan toegevoegd.
De Gemeente Rijswijk heeft in haar planontwikkeling de bescherming van de cultuurhistorische waarde van het gebied opgenomen. Een deel is reeds als rijksmonument of gemeentelijke monument opgenomen op de monumentenkaart voor de Landgoederenzone.